# Tmux
tmux 是一个终端复用器类自由软件，功能类似 GNU Screen，但使用 ISC许可证发布。用户可以通过 tmux 在一个终端内管理多个分离的会话，窗口及面板，对于同时使用多个命令行，或多个任务时非常方便。

## 概念模型
tmux 采用 client/server 模型，主要由以下模块组成：
| 模块    | 简介                                              |
| ------- | ------------------------------------------------- |
| server  | 服务。tmux 运行的基础服务，以下模块均依赖此服务。 |
| session | 会话。一个服务可以包含多个会话。                  |
| window  | 窗口。一个会话可以包含多个窗口。                  |
| panel   | 面板。一个窗口可以包含多个面板。                  |

执行 tmux 命令时就开启了一个服务并创建了一个会话，窗口和面板。

## 功能特性
- 一个虚拟终端可以管理多个会话，窗口和面板
- 支持分屏，同时处理多个操作
- 窗口、面板可以在会话间自由移动，切换
- 丰富灵活的状态行展示
- 支持自定义快捷键，依照个人习惯配置令操作更高效
- 不受断网影响，避免丢失重要工作进度
- 结对编程，方便演示与协作
- 自带复制粘贴缓冲区管理
- 脚本化配置，可配置多种操作环境

## 已知问题
- 不能使用 ZMODEM（rz/sz）操作
- 结对编程时界面受字号大小影响
- 部分系统接口访问受限，如 Mac OS 中需要安装 reattach-to-user-namespace（页面存档备份，存于） 才可以正常使用 pbcopy/pbpaste

### 网络书籍
- （英文）9781934356968 tmux: Productive Mouse-Free Development ISBN 9781934356968
- tmux: Productive Mouse-Free Development 中文翻译

### 网络资料
- TMUX Rocks!（页面存档备份，存于）
- 终端环境之tmux